# Гуминилович Мар'ян Костянтинович
Мар'ян Костянтинович Гуминилович (нар. 1 січня 1944, Калуш) — радянський футболіст, який грав на позиції півзахисника. Відомий за виступами у командах СКА (Львів) та «Спартак» з Івано-Франківська в другому дивізіоні радянського футболу, разом зіграв у другій групі класу «А» та першій лізі 169 матчів. Після завершення виступів на футбольних полях — футбольний арбітр.

## Клубна кар'єра
Народився Мар'ян Гуминилович у Калуші в кінці Другої світової війни. Розпочав займатися футболом у рідному місті, з 1960 року грав у місцевій аматорській команді «Хімік». У 1962 році він став гравцем команди класу «Б» «Спартак» з обласного центру Станіслава, проте не проходив до основного складу команди, й, зігравши 10 матчів за головну команду області, повернувся до «Хіміка». У 1964 році Гуминилович отримав запрошення до команди класу «Б» «Нафтовик» з Дрогобича, за яку грав протягом року.
У 1965 році Мар'ян Гуминилович став гравцем аматорської армійської команди ЛВВПУ. У 1967 році він перейшов до складу іншої армійської команди СКА зі Львова, яка грала у другій групі класу «А» — на той час другому дивізіоні радянського футболу. У складі львівської армійської команди Гуминилович грав протягом трьох сезонів, за які зіграв у складі команди 104 матчі в чемпіонаті. У 1970 році у зв'язку з реформами в армійському футболі Мар'ян Гуминилович перейшов до складу команди другої ліги «Будівельник» з Полтави. У складі цієї команди він грав протягом трьох сезонів. У 1973 році Гуминилович вдруге за свою біографію став гравцем івано-франківського «Спартака», який саме в цьому році вийшов до першої ліги. У складі вже першолігового клубу Гуминилович зіграв 65 матчів за два сезони. На початку 1975 року Мар'ян Гуминилович перейшов до складу команди другої ліги «Буковина», після чого у кінці 1975 року завершив виступи в командах майстрів у зв'язку з наслідками травми. До 1980 року Гуминилович грав у складі аматорської команди «Електрон» з Івано-Франківська. Після остаточного завершення виступів на футбольних полях на запрошення відомого футбольного арбітра Мирослава Ступара також став футбольним суддею. До 76 років Мар'ян Гуминилович судив матчі місцевих турнірів Івано-Франківської області.